# Ноорд (Аруба)
Ноорд (нід. Noord) — друге за величиною місто Аруби. 1776 року в місті збудовано католицьку церкву Святої Анни (також звану церквою Ноорда), яка є пам'яткою неоготичної архітектури Карибських островів.

## Пам'ятки
Місто відоме історичними церквами — Святої Анни, розташованою в Ноорді, і Альто-Вістою за кілька кілометрів на північ від міста. Поблизу міста розташовані пляжі Палм-Біч та Гол-Біч. Туристи також відвідують Каліфорнійський маяк, розташований у північно-західній частині острова. Серед готелів популярний Aruba Blue Village Hotel.

## Спорт
У місті розташований футбольний клуб «Депортіво», який бере участь у чемпіонаті Аруби з футболу.

## Відомі люди
- Сідні Понсон (нар. 2 листопада 1976, Ноорд, Аруба) — пітчер[en] Головної бейсбольної ліги.